# Club Atlético Atlanta 2010-2011

## Rosa
| N. |                      | Ruolo | Calciatore            |
| -- | -------------------- | ----- | --------------------- |
|    | Argentina (bandiera) | P     | Rodrigo Llinás        |
|    | Argentina (bandiera) | P     | Juan Manuel Conte     |
|    | Argentina (bandiera) | P     | Rodrigo Adorno        |
|    | Argentina (bandiera) | D     | Carlos Arancibia      |
|    | Argentina (bandiera) | D     | Luís Bareiro          |
|    | Argentina (bandiera) | D     | Agustín Celín         |
|    | Argentina (bandiera) | D     | Nicolás Cherro        |
|    | Argentina (bandiera) | D     | Marcos De Paulo       |
|    | Argentina (bandiera) | D     | Christian Moyano      |
|    | Argentina (bandiera) | D     | Néstor Penida         |
|    | Argentina (bandiera) | C     | Miguel Ángel González |
|    | Argentina (bandiera) | C     | Federico Mociulsky    |
|    | Argentina (bandiera) | C     | Jonathan Caccialanza  |

| N. |                      | Ruolo | Calciatore          |
| -- | -------------------- | ----- | ------------------- |
|    | Argentina (bandiera) | C     | Pablo Silva         |
|    | Argentina (bandiera) | C     | Martín Palisi       |
|    | Argentina (bandiera) | C     | Gabriel Alderete    |
|    | Argentina (bandiera) | C     | Leandro Guzman      |
|    | Argentina (bandiera) | C     | Hernán Gallo        |
|    | Argentina (bandiera) | C     | Daniel Galeano      |
|    | Argentina (bandiera) | A     | Javier Martino      |
|    | Argentina (bandiera) | A     | Rodrigo Marecos     |
|    | Argentina (bandiera) | A     | Saúl Morales        |
|    | Argentina (bandiera) | A     | Gonzalo Sosa        |
|    | Argentina (bandiera) | A     | Leandro Martínez    |
|    | Paraguay (bandiera)  | A     | Juan Ignacio Acosta |
|    | Argentina (bandiera) | A     | Andrés Soriano      |